# Edificio Árbol para Vivir
Edificio Árbol para Vivir es un edificio residencial ubicado en la ciudad de Lechería en el estado Anzoátegui de Venezuela, diseñada por el arquitecto venezolano Fruto Vivas, la obra fue encargada por la cooperativa de trabajadores de la empresa Corpoven filial desaparecida de la estatal PDVSA, su construcción comenzó en 1990 y concluyó en 1994. En Venezuela el edificio es un referente de la arquitectura bioclimática, esta pensado para adaptarse al clima tropical del Caribe usando materiales de forma eficiente, una de las principales características del edificio es un sistema de enfriamiento biotérmico que debido a su diseño favorece una ventilación natural.

## Estructura
Está formado por tres pisos entrecruzados y en el medio posee una torre vertical que conecta los bloques y permite la circulación por medio de pasillos y puentes hacia los apartamentos y áreas sociales, su particular forma genera una ventilación cruzada lo que le permite lidiar con la alta humedad de la zona. El edificio se sostiene por columnas laminares de 13 metros de altura, está formado por una estructura metálica elaborada en marcos portantes que sostienen a los bloques de tres pisos, los marcos al unirse forman un cubo modular distribuidos en seis tipos de apartamentos.

## Historia
Desde los años 50 el arquitecto Fruto Vivas formuló el proyecto árboles para vivir que consistía en crear viviendas baratas, eficientes y armónicas con el entorno denominas por Vivas como estructuras límites, la estructura de árbol se asocia al enfoque bioclimático aplicado al entorno tropical donde se reduce la necesidad de climatización artificial ya que la forma del edificio permite una ventilación ambiental por el efecto combinado de la sombra y un permanente movimiento de aire.
Desde los años 50 Vivas construye diversas viviendas en Venezuela acercándose al proceso bioclimático de los árboles y en 1990 realiza el diseño del edificio árbol para vivir, para los trabajadores de la empresa Corpoven en la ciudad de Lechería del estado Anzoátegui en Venezuela como una solución a los problemas de vivienda, su construcción se concluyó en 1994 y desde entonces se ha convertido en un referente arquitectónico de la ciudad.